# Arhopala epimuta
Arhopala epimuta är en fjärilsart som beskrevs av Moore 1857. Arhopala epimuta ingår i släktet Arhopala och familjen juvelvingar. Inga underarter finns listade i Catalogue of Life.

## Bildgalleri

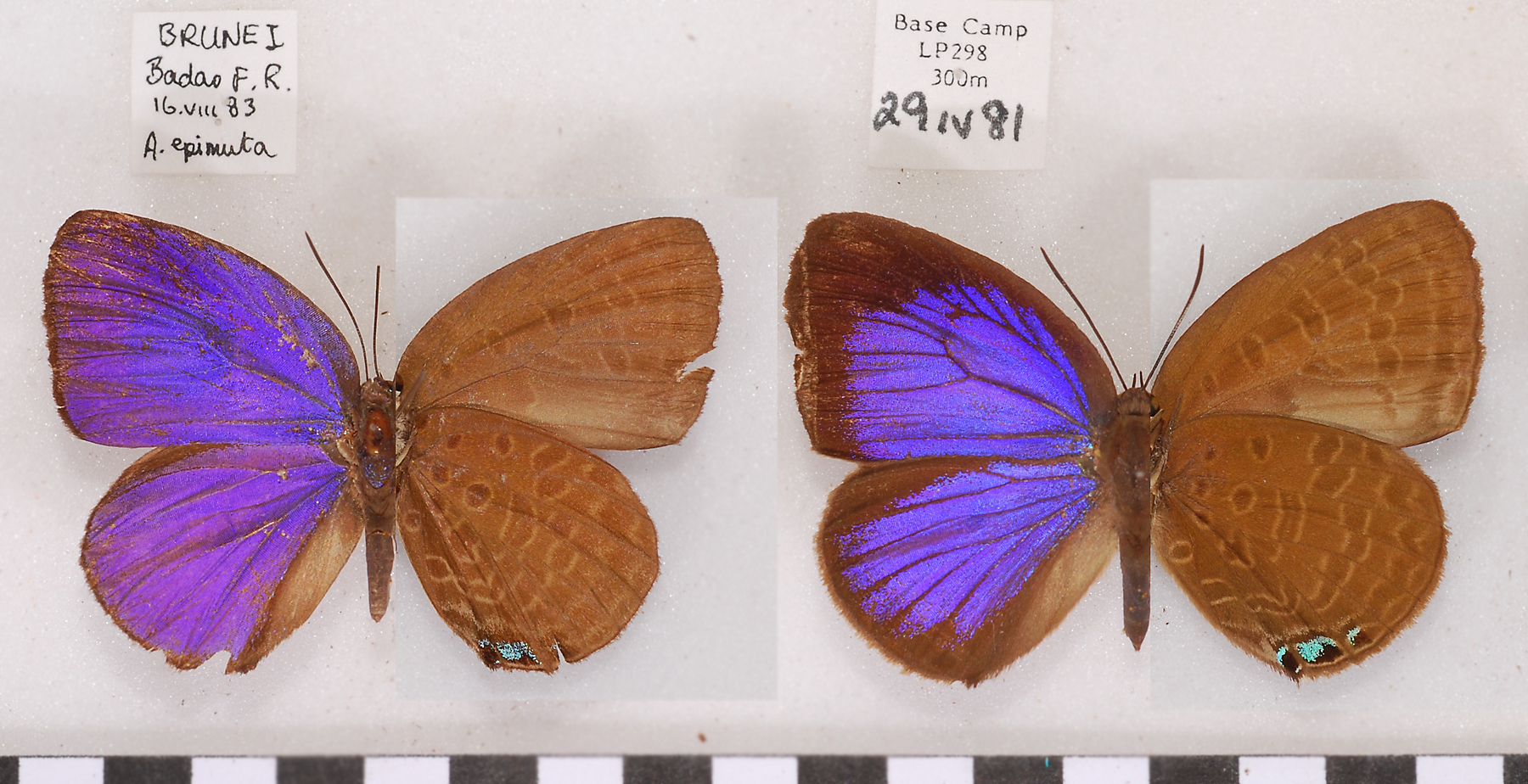
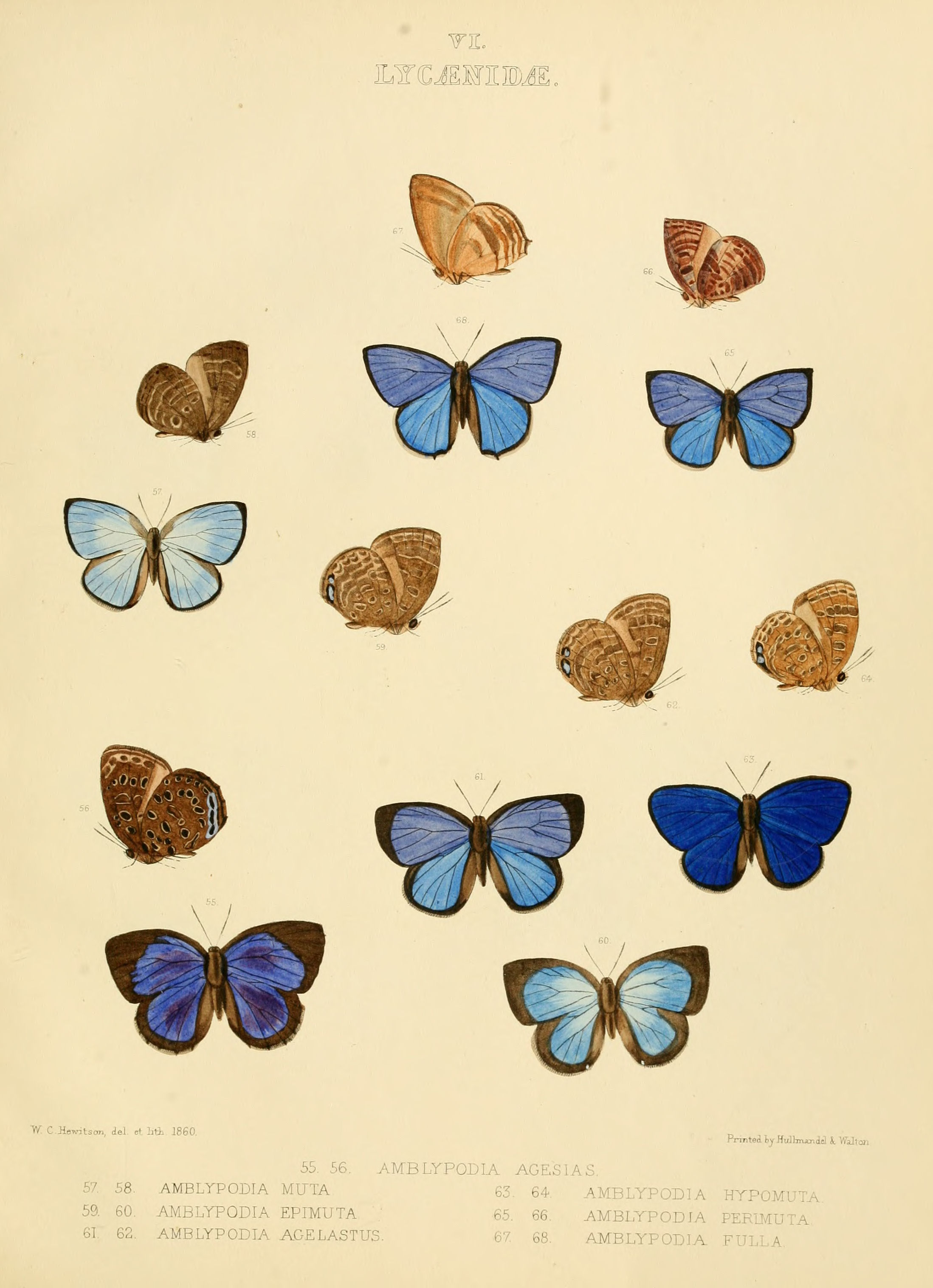